# Паттон, Джордж Смит (Старший)
Джордж Смит Па́ттон-старший (30 сентября 1856 — 10 июня 1927) — бизнесмен и политик, который занимал должность окружного прокурора округа Лос-Анджелес и первого мэра Сан-Марино, Калифорния.
Паттон был сыном Сьюзан Торнтон Гласселл и Джорджа С. Паттона-старшего, полковника Конфедерации во время Гражданской войны в США. Его мать переехала в Калифорнию после того, как его отец погиб на войне, в дальнейшем Паттон получил образование в Лос-Анджелесе. Он вернулся в Вирджинию чтобы поступить в Военный институт Вирджинии, который окончил в 1877 году. Изучив право в фирме своего дяди, он был принят в адвокатуру и практиковался в Лос-Анджелесе. Он работал в местных офисах, занимал должность члена школьного совета, и был окружным прокурором в 1887 году.
Паттон женился на дочери Бенджамина Дэвиса Уилсона, одного из самых богатых людей Калифорнии, и переехал с семьей в поместье Сан-Габриэль под названием Лейк-Винъярд. Он был активен в политике как демократ и участвовал в выборах в Конгресс в 1894 и 1896 годах, которые проиграл. Когда Сан-Марино был учрежден как город, отдельный от Сан-Габриэля, он был избран первым мэром Сан-Марино и занимал этот пост с 1913 по 1922 год и с 1922 по 1924 год. В 1916 году он был проигравшим кандидатом от Демократической партии на пост сенатора США.
Давний друг Генри Э. Хантингтона, в 1902 году Паттон стал руководителем девелоперской компании Хантингтона и сыграл важную роль в развитии долины Сан-Габриэль и других районов южной Калифорнии. Он умер в Сан-Марино в 1927 году и был похоронен на кладбище Сан-Габриэль в Сан-Габриэле. Паттон был отцом двоих детей, в том числе генерала Джорджа С. Паттона.

## Ранние годы
Джордж Уильям Паттон родился в Чарльстоне, Западная Вирджиния (тогда Вирджиния) 30 сентября 1856. Родителями Паттона были Джордж С. Паттон-старший и Сьюзен Торнтон Гласселл.
Отец Паттона служил в армии Конфедеративных Штатов и дослужился до звания полковника в качестве командира 22-го пехотного полка Вирджинии. По некоторым сведениям, его рекомендовали для повышения до бригадного генерала, но он погиб в битве при Опеквоне (Третья битва при Винчестере) до того, как было принято решение о повышении. Его брат Уоллер Т. Паттон, дядя Паттона, был подполковником армии Конфедерации и командовал 7-м пехотным полком Вирджинии, пока не был ранен в битве при Геттисберге и не умер несколько недель спустя.
Мать Паттона переехала в Калифорнию со своими четырьмя детьми в 1866 году, чтобы жить рядом со своим братом Эндрю Гласселлом, а позже она вышла замуж за Хью Смита, партнера Гласселла в юридической фирме Glassell & Smith. Паттон был воспитан, чтобы пойти по стопам своего отца, и в 1868 году он решил изменить свое второе имя с Уильяма на Смит, второе имя своего отца.

## Образование
Паттон получил образование в государственных школах Лос-Анджелеса. В 1873 году он вернулся в Вирджинию, чтобы начать обучение в Военном институте Вирджинии, воспользовавшись стипендией, предложенной сыновьям офицеров Конфедерации, погибших на службе. Он получил высшее образование в 1877 году, был членом братства Бета Тета Пи и лучшим выпускником в классе. Он оставался в школе в течение года в качестве преподавателя латыни, затем вернулся в Калифорнию, чтобы изучать право в Glassell & Smith.

## Карьера
Паттон был принят в коллегию адвокатов в 1880 году и практиковался в Лос-Анджелесе в качестве члена юридической фирмы своей семьи, теперь переименованной в Гласселл, Смит и Паттон. Согласно некоторым источникам, он служил первым прокурором города Пасадены, но записи города для его должностных лиц не включают его имя.
В 1882 году Паттон был избран в совет по образованию Лос-Анджелеса и работал секретарем совета. Паттон также стал активным сотрудником Национальной гвардии Калифорнии и был назначен инспектором 1-й бригады в звании майора.
В январе 1887 года он стал окружным прокурором округа Лос-Анджелес и служил до ухода в отставку в апреле 1887 года по причине плохого состояния здоровья.
Позже семья Паттонов переехала в Лейк-Виньярд, большой земельный участок в Сан-Габриэле, Калифорния, где они выращивали апельсины, управляли винодельней и занимались выращиванием других культур.
В 1894 году Паттон был кандидатом от Демократической партии в Палату представителей США от 6-го округа Калифорнии и проиграл республиканцу Джеймсу Маклаклану. В 1896 году он был кандидатом от Демократической партии в 6-м округе. После того, как он и другой кандидат получили равное количество голосов в нескольких бюллетенях, оба отказались от участия в выборах в пользу компромиссного выбора, Гарри У. Паттона (однофамильца).
Паттон был давним другом и соседом бизнесмена Генри Э. Хантингтона. Начиная с 1902 года Паттон работал руководителем в девелоперской компании Хантингтона, которая отвечала за строительство и заселение большей части долины Сан-Габриэль и распространилась по всей южной Калифорнии.
В 1913 году город Сан-Марино был включен отдельно от Сан-Габриэля, и Паттон был избран первым мэром Сан-Марино. Он служил с апреля 1913 г. по апрель 1922 г. и снова с октября 1922 г. по август 1924 г.
Паттон был кандидатом от Демократической партии в 1916 году на пост сенатора США от Калифорнии. Как консерватор выступающий против избирательного права женщин и других реформ, 7 ноября 1916 года Паттон проиграл всеобщие выборы губернатору Хираму Джонсону, прогрессивному республиканцу.

## Семья

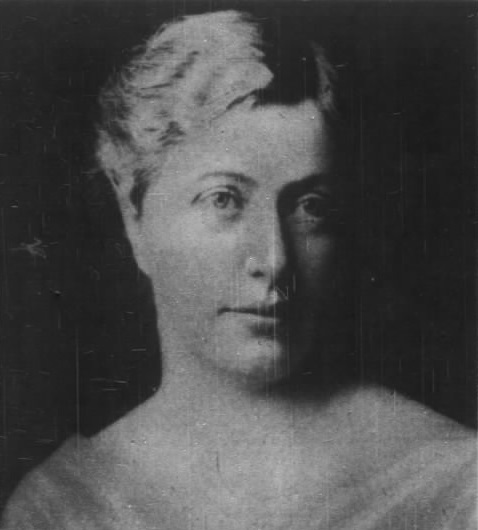
Энн Уилсон «Нита» Паттон, дочь Джорджа С. Паттона.

В 1884 году Паттон женился на Рут Уилсон, дочери Бенджамина Дэвиса Уилсона, известного землевладельца, бизнесмена и политика, и Маргарет (Херефорд) Уилсон. У них было двое детей, генерал армии Джордж С. Паттон и Энн Уилсон «Нита» Паттон (1887—1971).

## Смерть
10 июня 1927 года Паттон умер в своем доме на Вайнярд Лейк в Сан-Марино. Он был похоронен на кладбище в Сан-Габриэле, Калифорния.